# Тасманийский эму
Тасманийский эму (лат. Dromaius novaehollandiae diemenensis) — вымерший подвид эму. Обитал на острове Тасмания, где оказался изолирован в конце плейстоценового периода.
Вымер во второй половине XIX века в результате охоты и выжигания лесов. Так как на Тасманию перед этим и сразу после начали завозить эму из Австралии, а хронология этого завоза недостаточно документирована, возникает подозрение в возможной гибридизации последних тасманийских эму.
Статус подвида и отличия от материковых (австралийских) птиц являются предметом дискуссии и не всегда признаются. При этом находившиеся в распоряжении учёных экспонаты музеев либо оказались потерянными, либо нет уверенности в их принадлежности именно тасманийским эму.